# Valkyrie plass Station
Valkyrie plass Station (Valkyrie plass stasjon) var en metrostation i Fellestunnelen på T-banen i Oslo, der lå under Valkyrie plass på Majorstuen. De faste anlæg findes stadig og bruges som nødudgang og til reklamer.
Stationen skulle egentlig have ligget midt mellem Nationaltheatret og Majorstuen, men den blev flyttet til Valkyrien efter et uheld under anlæggelsen af undergrundsbanen, hvor 800 m² af gaden styrtede ned i tunnelen. Stationen blev taget i brug 28. juni 1928. Den blev lukket i 1985 på grund af for kort afstand til Majorstuen, og fordi det var for vanskeligt og risikabelt at udvide den til T-banetog med mere end to vogne. Stationen blev opført i nyklassicistisk stil efter tegninger af Kristofer Andreas Lange.
I forbindelse med planer om ombygning og flytning af Majorstuen Station er det blevet overvejet, om Valkyrie plass Station kan genåbnes som indgang til den nye station. I så fald er det vigtigt at undgå ødelæggelser af det gamle interiør, der stadig er bevaret i det tidligere stationsområde. 
Det eneste gang, hvor stationen har været åbent for offentligheden siden lukningen, var natten 16. maj 2015, hvor musikeren Röst lancerede sit nye album med koncert på perronen. Derudover var den åben for fotografer en dag i december 2014 i anledning af, at den var blevet udsmykket med julepynt. Ved den lejlighed blev det i øvrigt oplyst, at der har været mange henvendelser fra folk, der ville benytte stationsområdet, typisk til servering eller kunstudstillinger. I den mere kuriøse afdeling havde der desuden været en henvendelse fra personer, der ville drive natklub med en glasvæg, der ville adskille baren fra sporene. De gode intentioner til trods har henvendelserne dog måttet afvises, da man behøver det gamle stationsområde som flugtvej.